# Sascha Meinrath
Sascha Meinrath, activista por la libertad de Internet ocupa la Cátedra Palmer de Telecomunicaciones en la Penn State University. Es el fundador de X-Lab, un grupo de expertos en innovación y política tecnológica centrada en el futuro, y promueve el esfuerzo de "Internet en una maleta" para crear tecnologías inalámbricas de malla ad hoc. Meinrath fundó el Open Technology Institute en 2008 y dirigió el Instituto mientras también se desempeñaba como Vicepresidente de la New America Foundation. También es cofundador y director ejecutivo de la Fundación CUWiN, una organización sin fines de lucro lanzada en 2000 que tiene como objetivo desarrollar "redes descentralizadas de propiedad comunitaria que fomenten las culturas democráticas y el contenido local" y en 2007 fundó el Open Source Wireless Coalition, "una asociación global de integradores inalámbricos de código abierto, investigadores, implementadores y compañías dedicadas al desarrollo de tecnologías de red inalámbrica de código abierto, interoperables y de bajo costo". En 2012 fue elegido como Ashoka Global Becario para liderar el apoyo a la libertad de Internet en los Estados Unidos y en todo el mundo, así como nombrado para el Top 100 de influyentes del Digital Power Index de Newsweek entre otros "servidores públicos que definen límites regulatorios digitales" por sus esfuerzos para desarrollar código abierto, redes inalámbricas comunitarias de bajo costo y su papel en la lucha contra la Ley de piratería en línea (SOPA) y la Ley de protección de IP (PIPA). En 2013, Time nombró a Meinrath a TIME Tech 40: las mentes más influyentes en tecnología por su trabajo para proteger la libertad de Internet.

## Laboratorio de Medida
Junto con Google y una amplia gama de académicos, investigadores e instituciones, Meinrath lanzó Measurement Lab (M-Lab), una plataforma de servidor abierta y distribuida para que los investigadores implementen herramientas de medición de Internet fundadas en 2009. El proyecto ha crecido hasta tener 99 servidores en dos docenas de ubicaciones en todo el mundo que admiten una amplia gama de herramientas de medición de redes de banda ancha y computadoras. Todos los datos recopilados por M-Lab se ponen a disposición de la comunidad de investigación.